# Estepes i boscos del Sàhara meridional
Les estepes i boscos del Sàhara meridional formen una ecoregió de l'ecozona paleàrtica, definida pel WWF, que s'estén des de Mauritània, passant per Mali, Algèria, Níger i el Txad, fins al Sudan (codi d'ecoregió: PA1329).

## Territori
És una ecoregió desèrtica que ocupa 1.101.700 quilòmetres quadrats al sud del desert del Sàhara: Mauritània centre-oriental, les regions centrals de Mali, el Níger i el Txad, l'extrem sud d'Algèria i el Sudan centre-septentrional. Els moviments de la Zona de Convergència Intertropical equatorial (ITCZ) porten pluges a l'estiu durant els mesos de juliol i agost, que varien entre 100 i 200 mm, però varien molt d'any en any. De mitjana, cada any cauen entre 100 i 200 mm de pluja, amb una tendència decreixent de sud a nord. Tot i això, la regió sovint es veu afectada per sequeres que tenen una durada de diversos anys. A excepció de les localitats properes a la costa del Sudan, tota la regió té temperatures mitjanes anuals amb valors entre 26 i 30 °C. Els habitants de la regió es dediquen principalment a la ramaderia, ja que les pluges són insuficients per a l'agricultura de secà, encara que si es practica una mica de regadiu a prop de les fonts, ullals i al llarg dels uadis.

## Flora
Pel que fa a la vegetació, aquesta ecoregió es troba dins de la zona de transició del Sàhara i de la zona de transició del Sahel. La frontera nord, on creix la vegetació atrotinada típica dels ergs, hamades i uadis, se situa al llarg de diversos centenars de quilòmetres de la isohieta de 100 mm, és a dir, des del límit nord de les pastures estacionals formades per espècies dels gèneres Eragrostis, Aristida, Stipagrostis, Tribulus, Heliotropium i Pulicharia. Entre les espècies d'arbres presents, que creixen principalment al llarg dels uadis, hi ha Acacia tortilis, Acacia ehrenbergiana, Balanites aegyptiaca i Maerua crassifolia. Al sud, l'ecoregió s'enfonsa gradualment a la sabana d'acàcies del Sahel, i les estepes de l'herba perenne Panicum turgidum comencen a desenvolupar-se.

## Fauna
Entre les principals espècies animals que abans eren presents a tota la regió, però que ara es redueixen a un nombre petit de poblacions disperses, hi ha l'addax, la gasela de Loder (Gazella leptoceros), la gasela comuna o dorca (Gazella dorcas), la gasela dama (Nanger dama), la hiena a ratlles (Hyaena hyaena), el guepard (Acinonyx jubatus), el gos salvatge (Lycaon pictus) i l'estruç comú (Struthio camelus). Petites poblacions de be de Berberia (Ammotragus lervia) potser sobreviuen en alguns afloraments rocosos aïllats. L'oríx amb banyes de cimitarra (Oryx dammah) i el bubal (Alcelaphus buselaphus buselaphus), un cop molt nombroses, han desaparegut completament de la regió. Només una espècie vertebrada és endèmica d'aquesta ecoregió, el gerbil·lí Gerbillus dongolanus. Altres mamífers gairebé endèmics que es poden trobar aquí són dues espècies addicionals de gerbil·lins, Gerbillus mauritaniae i G. principulus.

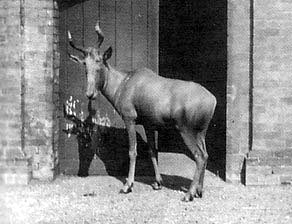
Búbal. Extingit a l'ecoregió. Zoo de Londres. 1895.
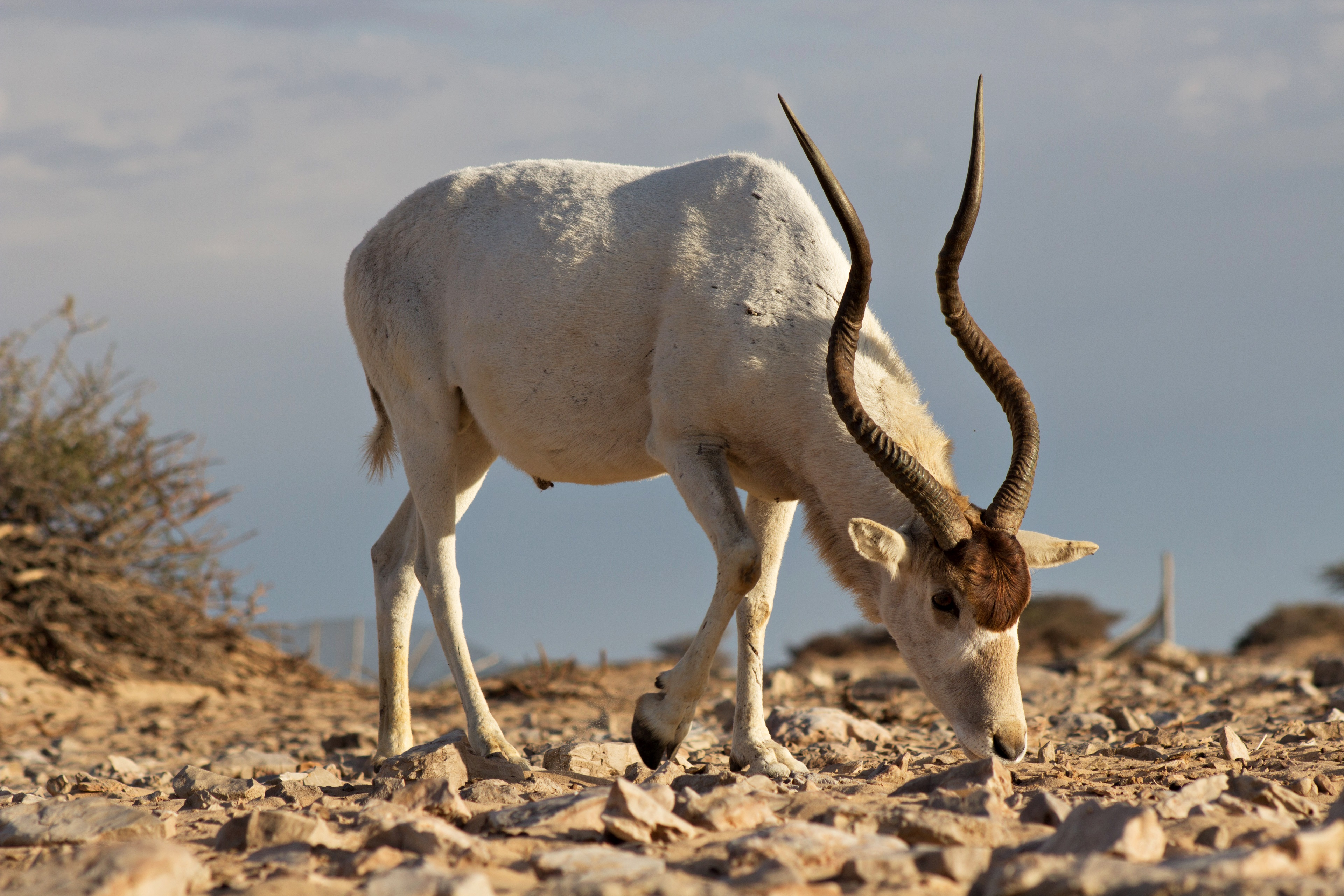
A prop de la frontera Mauritània-Marroc. Zona d'aclimatació de Safia.
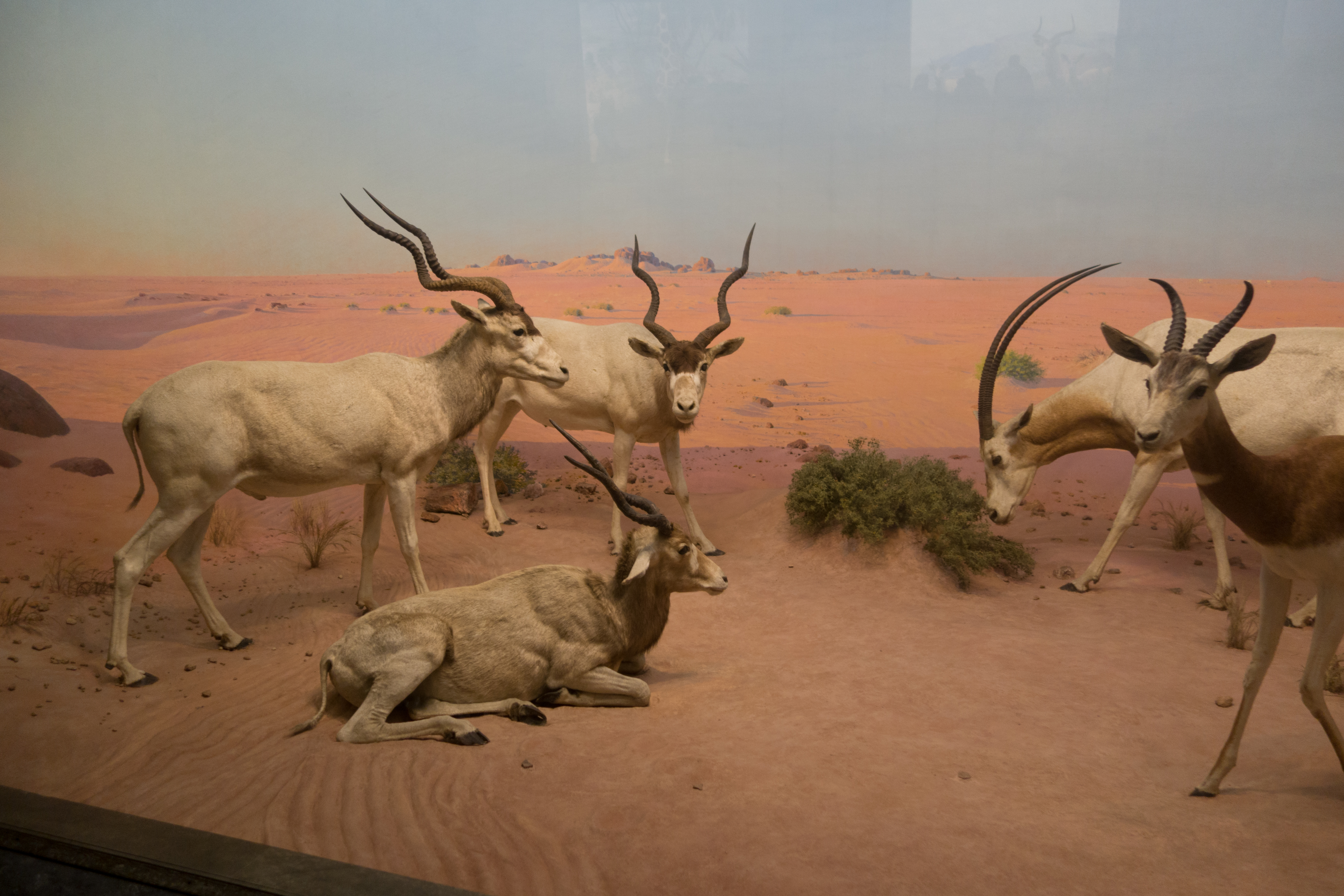
Esquerra a dreta: Tres exemplars de búbal, un d'òrix blanc i un de gasela dama. Museu Americà d'Història Natural.

## Conservació
Aquesta ecoregió està amenaçada per la sequera, agreujada també per la gran quantitat de bestiar que empobreix cada cop més la ja escassa cobertura vegetal.
Les principals àrees protegides inclouen la reserva natural d'Aïr-Ténéré al Níger i la reserva de fauna Ouadi Rimé-Ouadi Achim al Txad.